# سحابی سه‌تکه
سحابی سه تکه(به انگلیسی: Trifid Nebula)(یا Messier 20 و NGC 6514) یک سحابی در صورت فلکی کمان است.

## تصاویر دیگر

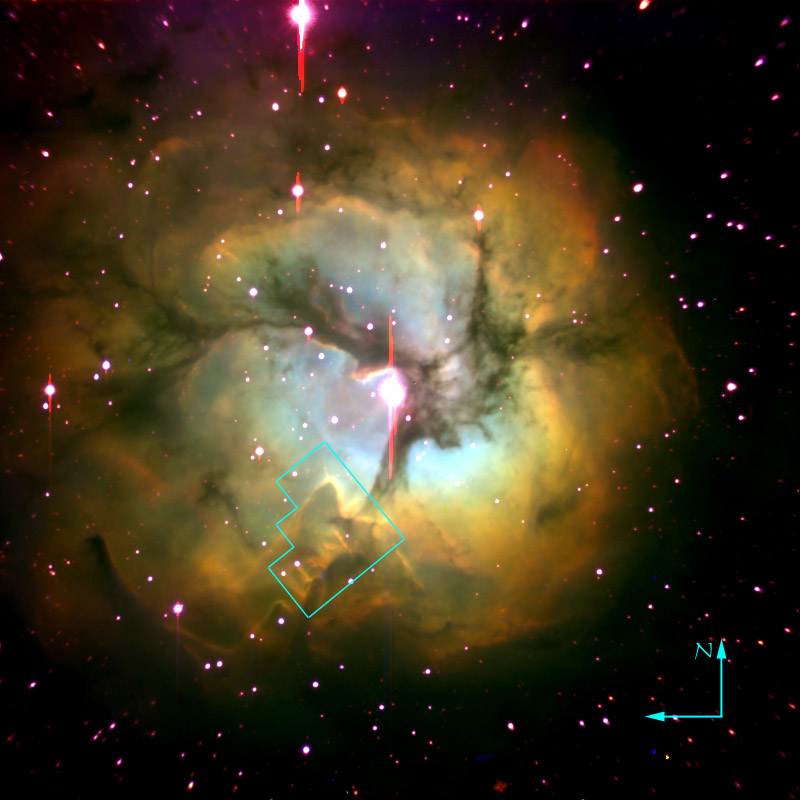
Tسحابی سه تکه سازنده: ناسا/اسا.
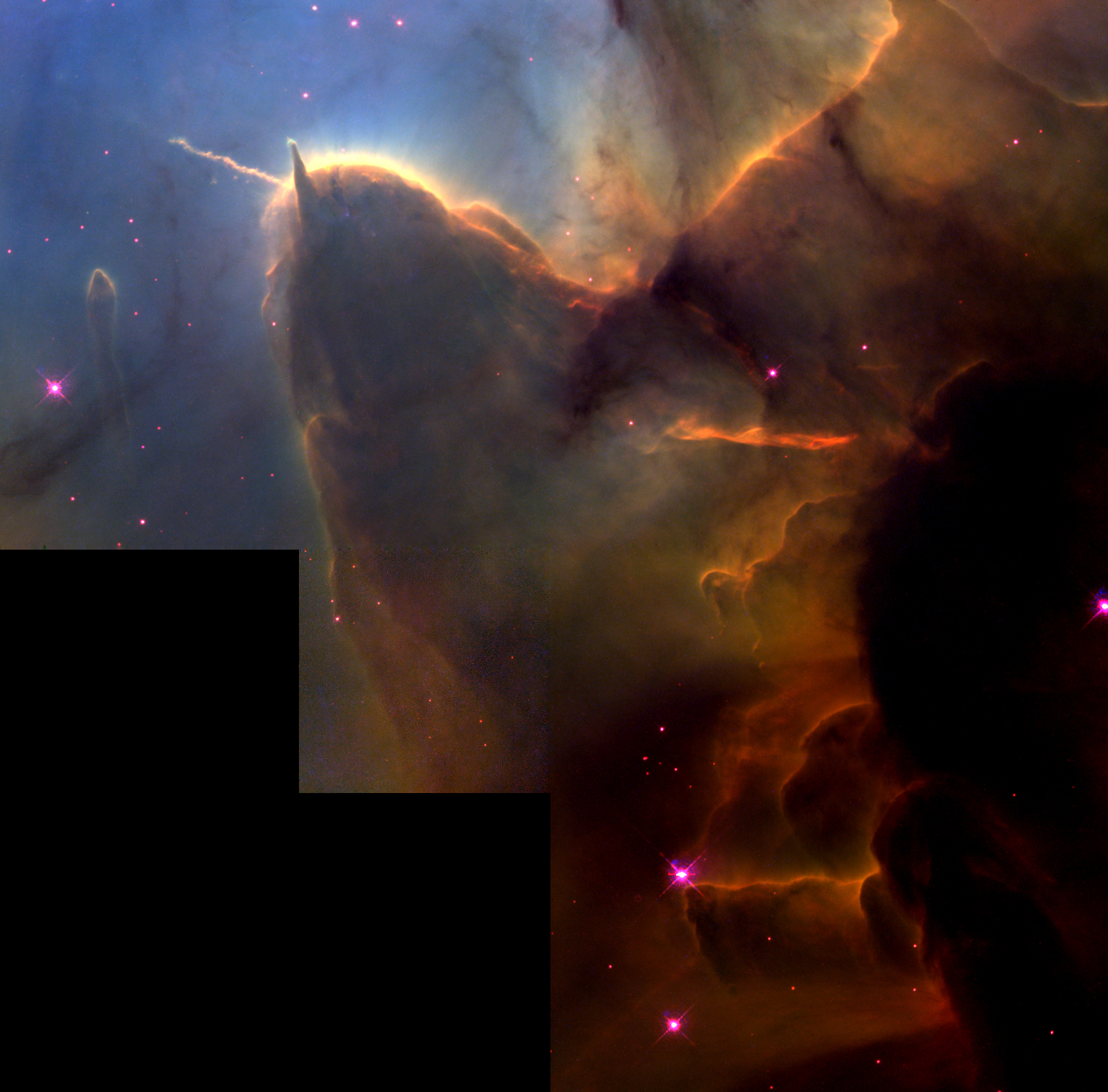
یک ستاره در سحابی سه تکه سازنده:ناسا/اسا.
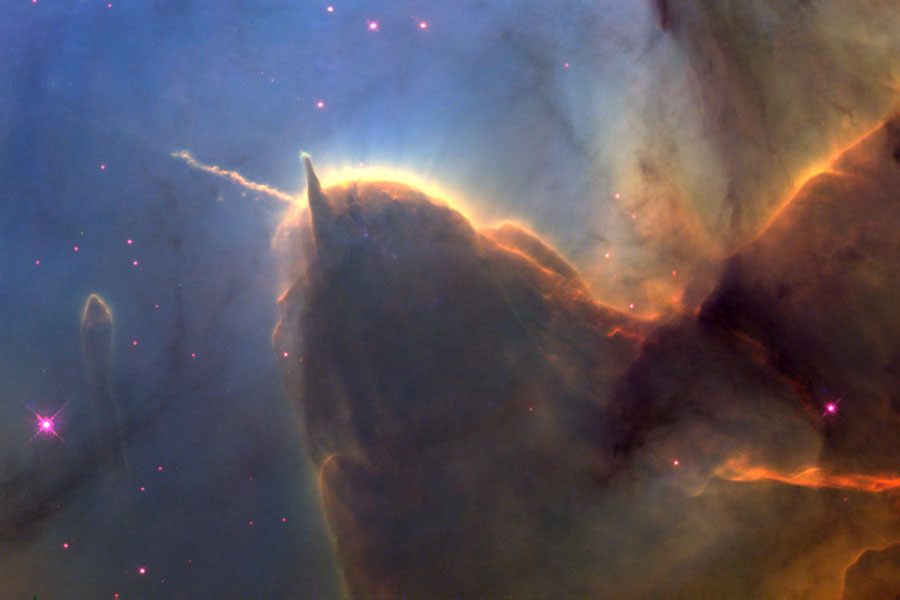
یک نمای بسته از سحابی سازنده:ناسا/اسا.